# Austronothrus curviseta
Austronothrus curviseta är en kvalsterart som beskrevs av Hammer 1966. Austronothrus curviseta ingår i släktet Austronothrus och familjen Camisiidae. Inga underarter finns listade.